# 安生乡
安生乡，是中华人民共和国湖南省常德市安乡县下辖的一个乡镇级行政单位。

## 行政区划
安生乡下辖以下地区：
大杨树社区、广福村、莲花村、蔡家垱村、大杨树村、官堰村、护安村、合兴村、星港村和鄢中安村。